# Медаль «В честь 2600 летия Японской империи»
Памятная медаль «В честь 2600 летия Японской империи» — медаль Японской империи, учреждённая 27 июля 1940 года указом Императора Сёва № 488, который предписывал награждать данной наградой тех, кто обеспечивал проведение праздничных мероприятий в честь 2600-й годовщины с основания Японской империи. Всего было проведено около 13000 мероприятий по этому поводу и из-за этого медаль довольно распространена. По оценкам коллекционеров и исследователей, эта медаль — вторая по распространённости из медалей Японии, первое место занимает медаль «За участие в Китайском инциденте»
Мастер-медальер — скульптор Сёкичи Хата.

## Описание медали
Медаль имеет диаметр 30 мм, сделана из сплава алюминия и бронзы. Диаметр 30 мм.
На аверсе медали изображен двойной мост у входа на внутреннюю территорию Императорского дворца в Токио. Мост считается символом императора. Над мостом изображён императорский герб — хризантема. На втором плане видны императорский храм и дворец. На втором плане также видны облака, символизирующие удачу.
На реверсе медали — надпись иероглифами «Памятная медаль в честь 2600-й национальной годовщины», которая идет вертикально по центру. В нижней части реверса указана дата — «15-й год Сёва».
Медаль крепится к кольцу с лентой через ушко, изображённое в форме яшмовых подвесок Ясакани-но магатама (八尺瓊勾玉) — одни из трёх регалий японских императоров.
Лента медали 37 мм шириной, выполненная из муарового шелка, светло-фиолетовая с восемью красными продольными полосами по 1 мм шириной каждая, отстоящими на 2,5 мм друг от друга. Фиолетовый цвет олицетворяет небо, красный — верность, а количество полос — политический лозунг националистического характера — «восемь углов мира под одной крышей» (яп. 八紘一宇 хакко: итиу).
Для женщин медаль отличалась от мужской тем, что вместо ленты был бант.
Футляр изготавливался из тёмно-синего картона. На нём серебряными иероглифами было написано название медали.

## Интересные факты
- Лента медали довольно быстро выцветает. Некоторые иронично говорят, что вместе с лентой быстро «выцвела» Японская империя, ибо через 5 лет после учреждения медали Японскую империю оккупировали союзные войска.

## Галерея

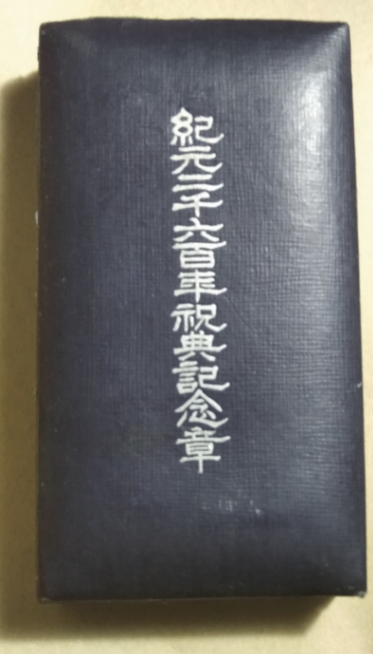
Футляр для медали
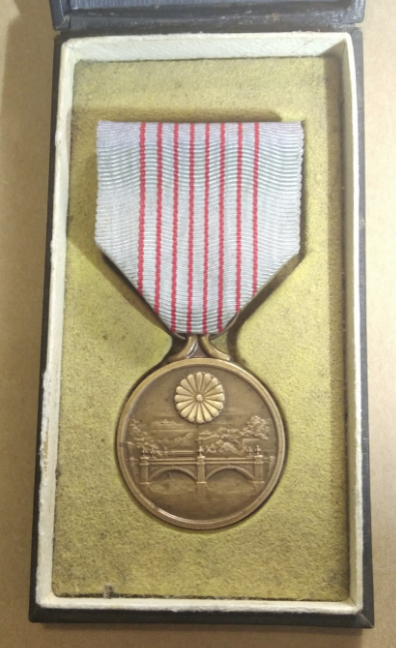
Медаль в футляре
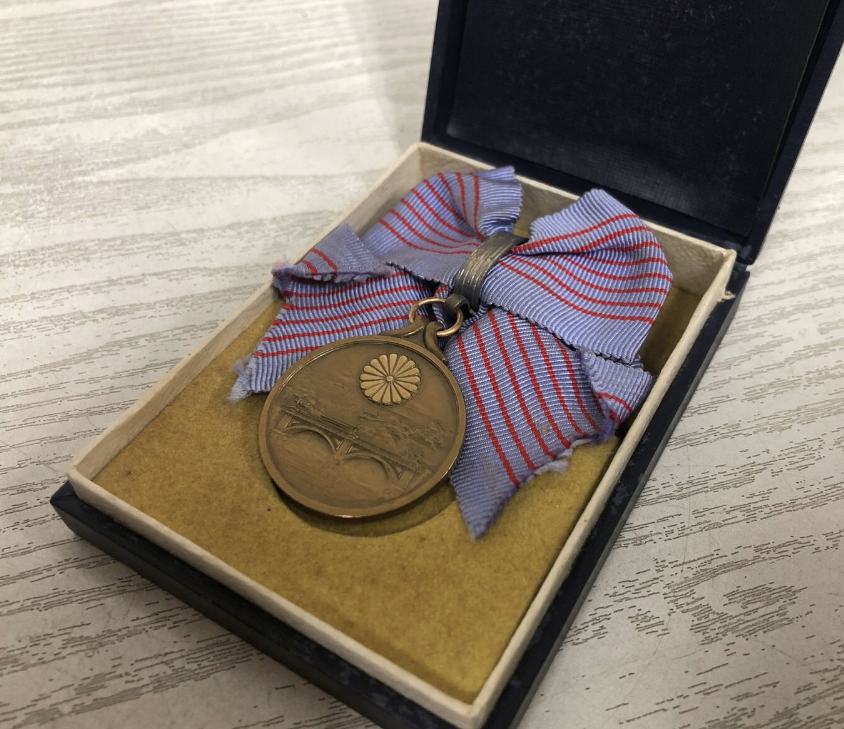
Женская версия медали
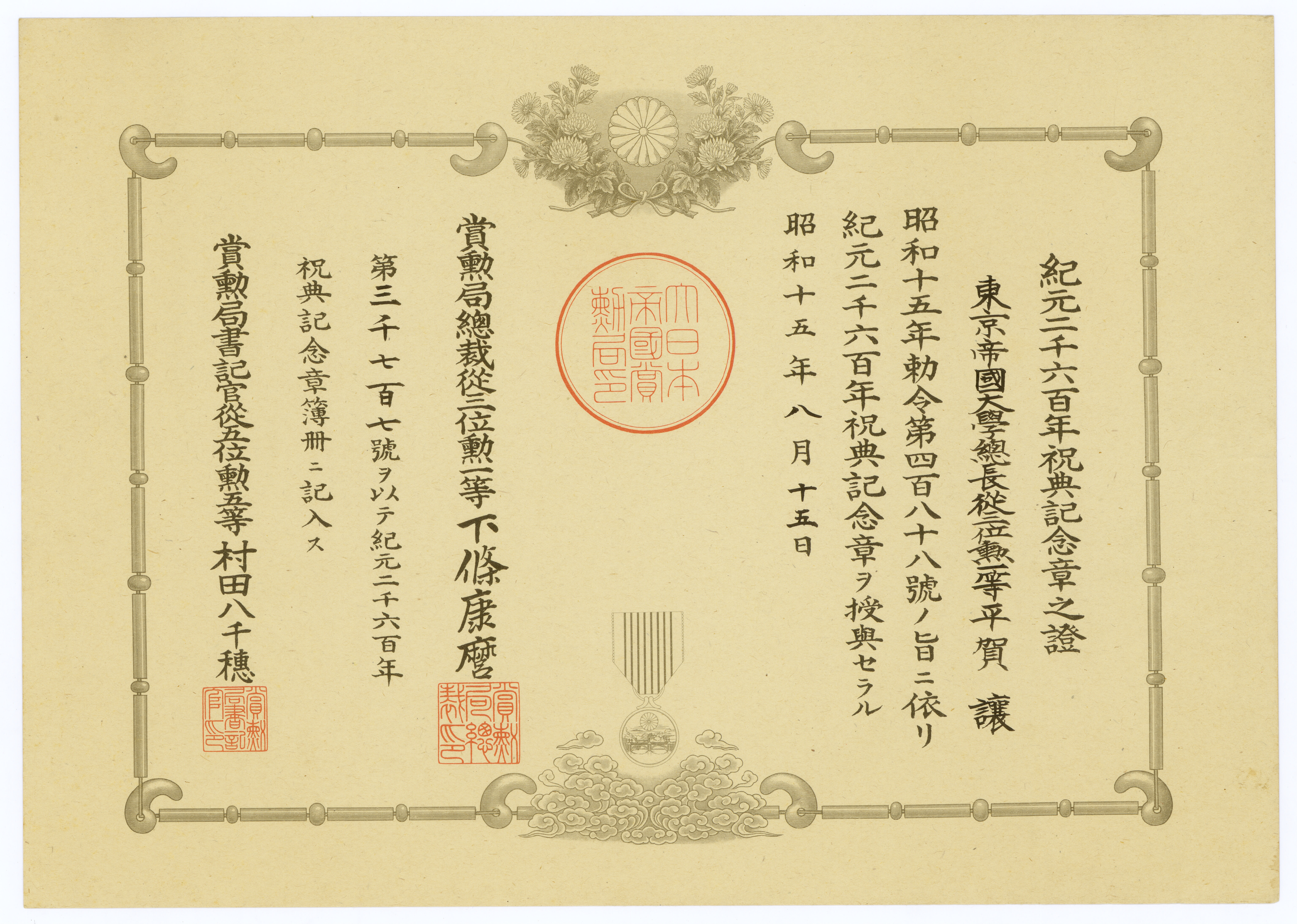
Наградной сертификат медали